# Xyris laniceps
Xyris laniceps är en gräsväxtart som beskrevs av John Michael Lock. Xyris laniceps ingår i släktet Xyris och familjen Xyridaceae.
Artens utbredningsområde är Zambia. Inga underarter finns listade i Catalogue of Life.